# ラティメリア
ラティメリア (Latimeria ) は、シーラカンス目の、唯一の現生属である。
シーラカンス目は、かつて古代の地質時代に繁栄したが白亜紀末までに絶滅し、当時の化石のみが残る古生物と思われていた。しかし1938年になって、化石と大きく違わない形態で生きている現生種が捕獲され、生きている化石として世界的な話題となった。

## 種
模式種 L. chalumnae と、もう1種 L. menadoensis の2種のみがいる。
2種は形態的には大差なく、顕著な違いは体色のみである。L. chalumnae は黒に近い濃紺色、L. menadoensis は茶褐色である。
2005年のDNA分析では、2種の分岐が約4000万年前から3000万年前まで、すなわち古第三紀始新世中期バートニアンから漸新世前期ルペリアンあたりまで遡ることが示唆されている（Inoue et al. 2005）。
2種を同一種と見なす説もある。

## 発見

### 南アフリカ
1938年12月22日のことである。アフリカ大陸の南端・喜望峰に近い、南アフリカ連邦のイースト・ロンドン市付近のカルムナ川河口沖で、漁船のトロール網に大きくてグロテスクな一匹の魚が入った。
イーストロンドン博物館の学芸員だったマージョリー・コートニー＝ラティマーは、魚類の収集を担当しており、かねてから地元の漁師たちに珍しい魚を捕まえたら知らせてくれるよう依頼していた。依頼に従って漁船の船長は彼女に連絡し、ラティマーは漁船が魚を水揚げした辺鄙な漁港に向かい、積み上げられた魚の山からこの魚を見つけだした。それは魚類学者には未知の種で、ラティマーはどの文献に当たってもその魚を同定できなかった。
この魚は学問的に貴重と考えたラティマーは、港で唯一の冷蔵庫の所有者に保管を頼んだが、魚が約1.5メートルと大きく場所ふさぎな上、すでに腐りかけて異臭を放っていたため保管を拒否されてしまった。やむなく、ラティマーは魚の頭部と表皮など一部のみを塩漬け標本にし、また魚の全体を描いたスケッチを作成し、南アフリカ・ロードス大学の生物学教授、ジェームズ・レナード・ブライアリー・スミスの元に送って発見を報告する。スケッチは簡単だったが、白亜紀末に絶滅したものと考えられていた古代魚「シーラカンス」目の特徴がはっきりと描かれていた。スケッチを見たスミスは現地へ向かい、標本を調べ、この魚はシーラカンス目の現生種であると断定し「ラティメリア・カルムナエ(Latimeria chalumnae) 」と命名した。 この発見は科学雑誌『ネイチャー』に発表され世界に知れわたった。
第一の発見以降、スミス教授はシーラカンスの完全な標本を求め、付近の漁港に手配書を配布し、100ポンドの懸賞金をかけて捜索を行った。

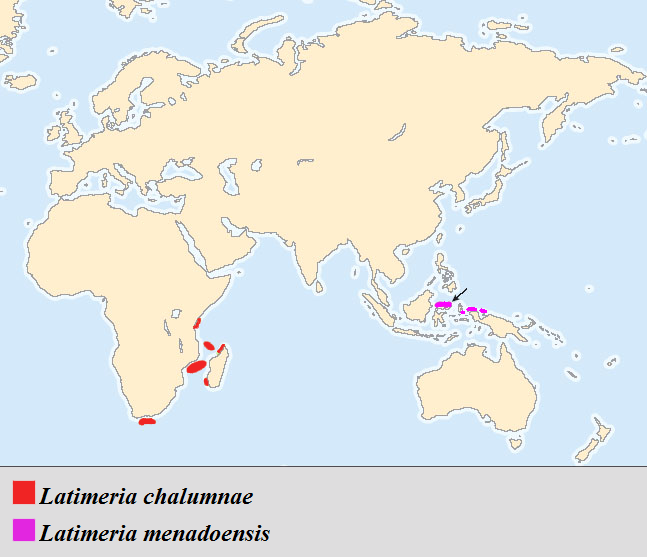
現生シーラカンスの分布状況

### コモロ
第二のシーラカンスが捕獲されたのはようやく14年後の1952年12月20日（のちの「シーラカンスの日」）、最初の発見地から3000km近く離れたコモロ諸島のアンジュアン島付近である。昔からコモロではシーラカンスがごくまれに捕獲されていたが、肉がまずいため食用価値がなく、コモロの漁師たちからは「役に立たない」との語義をもつ「ゴンベッサ」の名前で知られていた。一刻も早く現地に到着するため、南アフリカ首相D.F.マランに特別機を仕立ててもらったスミスは、はじめて軟組織も保存されたシーラカンスの標本を得ることができた。しかし今回確保した個体には14年前のものと違って第1背鰭が見当たらなかった。そこでスミスはこれをラティメリア属とは別属と考え、首相に献名して Malania anjounae と名付けた。後に、この標本は事故などにより第1背鰭を失った L. chalumnae であると判明し、コモロ諸島のシーラカンスもまた L. chalumnae であると結論された。
その後現在までに、コモロ諸島周辺で200個体以上が捕獲されているが、南アフリカ沿岸ではほとんど採取されないため、最初の標本はたまたま南アフリカ近海に迷い込んだものと考えられている。1983年には日本の学術調査隊がこれを捕獲し、日本に持ち帰っている。このとき捕獲された個体の一尾(雌)は週刊少年ジャンプの企画で解剖・試食に供された。

### インドネシア
1997年9月18日、新婚旅行でインドネシアのメナド・トゥア島 (Manado Tua) を訪れていたカリフォルニア大学の生物学教授マーク・アードマン (Mark Erdmann) は魚市場で、現地で「海の王」と呼ばれていた特徴的な姿の大きな魚を見つけた。アードマンは外観の特徴から、これがシーラカンスの1種であると同定。ただし写真は撮ったものの、購入や確保はしなかった。その後、現地漁民に対する聞き取り調査が行われ、「海の王」は以前からスラウェシ島沖に棲息し、まれに捕獲されていたことが確認された。1998年7月30日には初の標本が確保されてラティメリア属の新種と確認され、メナド島から L. menadoensis と命名された。一般に本種はインドネシアシーラカンスとも呼ばれている。

## L. chalumnae
ラティメリア属の模式種。インドネシア産の種と区別するためコモロシーラカンスと呼ぶ研究者もいる。

### 形態

#### 体格
体長は約1-2m、体重は100kgをゆうに超える。

#### 鱗
体全体を硬いコズミン鱗が覆い、体色は黒に近い濃紺である。ただしその色は、死ぬと灰色もしくは茶色に変色する。鱗（うろこ）には淡いピンク色の斑紋があり、その配置パターンは個体によって微細に異なっているため、研究者はこれを個体識別に使用している。
コズミン鱗は denticle （象牙粒、象牙質粒）と呼ばれる歯状の微細な突起物でおおわれていて、鎧（よろい）の一種であるスケイルアーマーさながらの高い防備性がうかがえる。

#### 骨格
彼らは硬骨魚類ではあるが、骨格はほぼ全て軟骨によって造られている。これは顕著な原始的特徴である。
より進化した硬骨魚では硬い背骨がある位置に、頭骨から尾鰭にまでつながる大きな脊柱が通っている。背骨の代わりを果たしているこの脊柱は薄い軟骨性の管のような器官であり、中空になっている内部は油に似た流動体で満たされている。
また、内臓を保護するための肋骨などの骨格系を備えていないが、これは、体表面をびっしりとおおう硬質の鱗が内臓系を外的圧力から保護する役割、すなわち、肋骨と同じような役割を担っているものと考えられる。岩場への衝突や捕食者の攻撃から身を守るのに役立っているのであろう。

#### 頭部
頭蓋骨は2つの大きなパーツからなっており、中央にある関節によって連結されている。これは上下に可動域の広い構造を頭蓋骨の前部に与え、大きく開く口で獲物を捕らえ、飲み込むことを可能にしている。
また、頭蓋骨下部には一対の分厚い筋肉の付着があって強い咬合力（上下の顎を咬み合わせる力）の源となっているが、これも現生の動物ではシーラカンス以外には見られない特徴である。
眼と聴覚器官は頭部前面に、脳と内耳は後方のパーツに納められている。
吻端に位置する鼻腔の中央にはゼリー状の嚢胞（のうほう）があり、この器官から外部に3つの孔（あな）が開いている。「rostal 器官」と呼ばれるこの器官は、微弱電流を感知するためのもので、砂地などに隠れた獲物を探し出すのに用いられていると考えられる。

#### 鰭

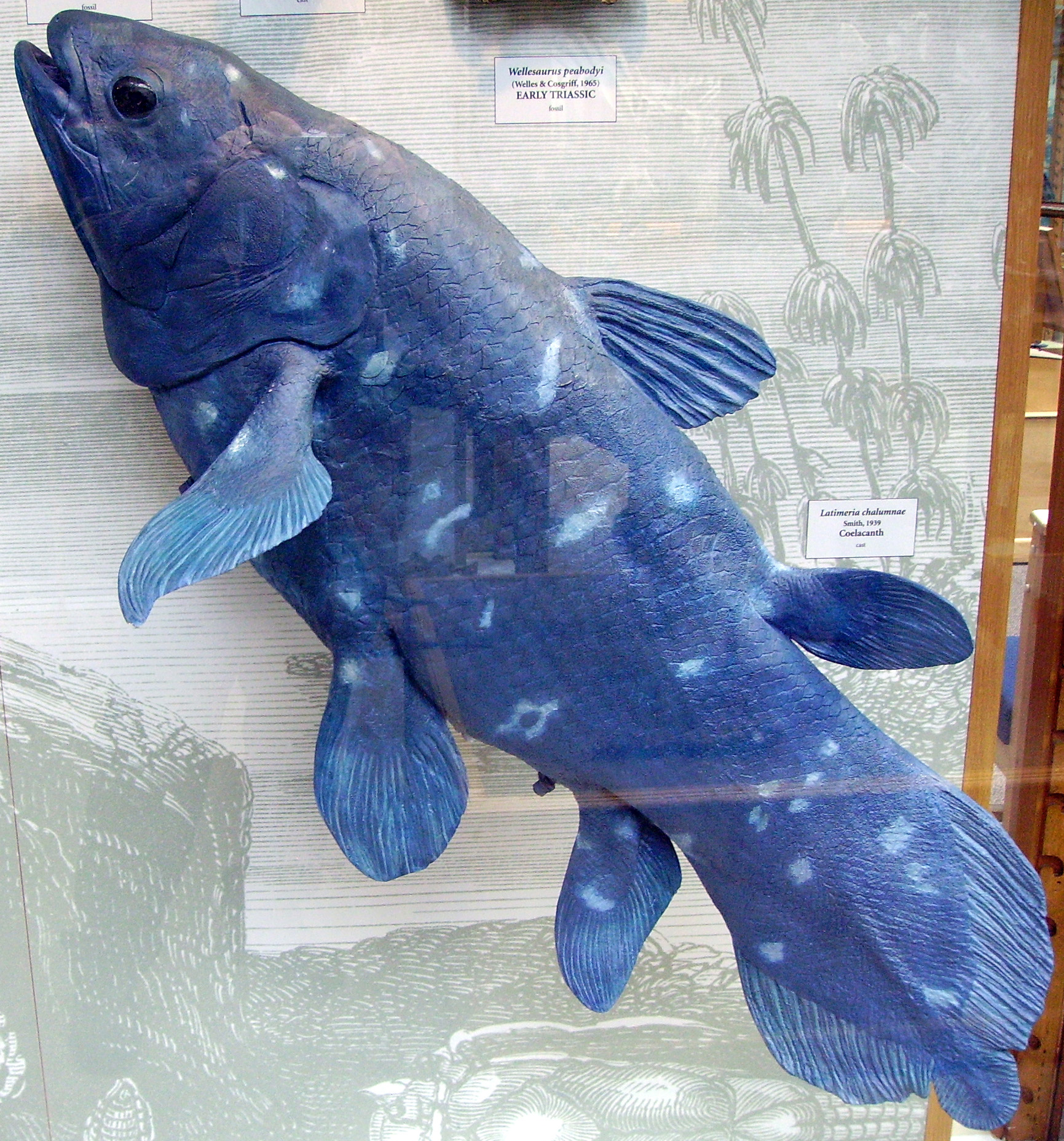
ラティメリア・カルムナエの模型
（オックスフォード大学自然史博物館）

彼らは多くの鰭（ひれ）を有する総鰭類の進化系統であり、10基の鰭をもつ。頭のほうから順に、胸鰭が一対（2基）、腹鰭が一対（2基）、背鰭は第一・第二・第三の計3基、臀鰭（尻鰭）は第一と第二の2基、そして、尾鰭が1基である。
しかし、第三背鰭・第二臀鰭・尾鰭の3基は最後尾で1基の尾鰭のように見え、これを1基と数えるなら、総計8基である。
胸鰭と腹鰭、第二背鰭と第一臀鰭の計6基には、腕のように骨格の確かな筋肉質の柄が備わっていて、これを用いてシーラカンスは自在に姿勢を調整する。
第二背鰭と第一臀鰭は、主たる推進器官である。
海底での様子が撮影されるまでは、カエルアンコウのように大きな胸鰭を使って海底を歩き回るのではないかと想像され、そのようなイラストも盛んに描かれていた。しかし、観察に十分な映像記録がもたらされている現在では、柄付きの6基の鰭をそれぞれ単独で動かしながら器用に泳ぎ、ちょっとした横移動や後退なども行うことが確かめられている。

### 生態
水深約200mの海底洞窟を中心として、深度約150-700mに生息する深海魚であり、主にコモロ諸島沖に分布している。水温・水圧の変化に弱い。
卵胎生。卵は直径10cmを超え魚卵としては非常に大きい。仔魚もかなり成長が進んでから生まれ、体長30cm近くにもなる。
胃内容物の調査から、魚類、イカなどを捕食しているとされる。
静かな海底で頭部を下に尾を上にした逆立ちのような姿勢で1点に静止している様子も撮影されている。これは、そのあとの行動が撮影できていないが、おそらくは獲物を待ち受ける独特の捕食行動と思われる。鰾（ひょう、一般にいう浮き袋）には空気ではなく油脂が詰まっている。水より軽い油を浮き袋に蓄えることで浮力を得ているのである。
寿命はよくわかっていないが、同一個体が長年観察され続けることから、死亡率が低く100年以上生きるのではないかと推測されている。
社会性を持っているという説もある。

### 食味
日本の魚類学者である末広恭雄によると、シーラカンスの肉は味がなく、歯ブラシのようで水っぽくてまずく、食材には適さない。『週刊少年ジャンプ』1983年32号の企画でこれを試食した漫画家の鳥山明は「カニの肉をさらに薄味にしたような」味であるとコメントしている。また、卵は非常に生臭いともコメントした。シーラカンスの肉にはワックスが含まれているため、大量に食べると下痢を起こす。また、解剖などでシーラカンスには寄生虫がいることが判明している。

### 保護
IUCNのレッドリストにおいて「絶滅寸前」（CR : Critically Endangered）に分類されている。
ワシントン条約附属書 I にリストされていて、商業目的の取引は禁じられている。

## L. menadoensis
インドネシアのスラウェシ島沖に分布する。コモロ産と区別するためにインドネシアシーラカンスと呼ぶ場合もある。1998年に見つかった個体を元にして、1999年に正式な種名(書名)がつけられた。
現地でのこの魚の呼称は「ラジャ・ラウト」、「海の王様」を意味するものである。
体色は茶褐色である。L. chalumnae との形態的差異は鱗表面の色彩のみとされている。
2006年5月30日（現地時間8時39分）には、自走式水中カメラ (ROV) などを駆使する日本のアクアマリンふくしま（福島県いわき市）のシーラカンス調査隊が、スラウェシ島沖にて、生きたインドネシアシーラカンスの撮影に成功している（グリーンアイプロジェクト）。
2009年10月6日に日本のアクアマリンふくしま（福島県いわき市）のシーラカンス調査隊と現地調査団により 自走式水中カメラでシーラカンスの稚魚を発見し撮影に成功した。